# Ciliegia Bianca
La Ciliegia Bianca è una etichetta discografica italiana, fondata dal cantautore e attore Don Backy nel 1976.

## Storia
Dopo alcuni anni interlocutori, nel 1976, il cantautore toscano Don Backy riuscì a inaugurare una etichetta discografica di cui era l'unico proprietario (al contrario di quanto era avvenuto con la precedente Amico). L'etichetta nacque con l'intenzione di pubblicare anche libri e fumetti: cosa che farà in seguito ma con un marchio diverso: L'isola che c'è.
La prima opera su vinile vedrà la luce due anni dopo, con il 45 giri contenente i brani Tra i fiori, nel vento e Sognando (già portata al successo da Mina nel 1976) e con l'album Sognando.
L'ultimo singolo è stato pubblicato nel 1983 con l'accoppiata Regina (sigla del programma televisivo Le mille bolle blu) e Luna di Roma.
Pur pubblicando quasi esclusivamente dischi del suo proprietario, l'etichetta ha ospitato anche altri artisti, tra cui nel 1981 Gino Santercole con la sua esplicita Adriano t'incendierò.
Il marchio (la veduta di un'isola tropicale con delle capanne) è stato disegnata dallo stesso Don Backy. L'etichetta aveva sede a Roma, inizialmente in via Val Gardena 35, poi in via Valle Muricana.

## Dischi
La datazione qui riportata si basa sull'etichetta del disco o sulla copertina; qualora nessuno di questi elementi abbia una datazione, è basata sulla numerazione del catalogo; talora è, infine, basata sul codice della matrice di stampa. Se esistenti, sono riportati, oltre all'anno, il mese e il giorno (quest'ultimo dato si trova, a volte, stampato sul vinile).

### 33 giri
| Numero di catalogo | Anno | Interprete | Titoli           |
| ------------------ | ---- | ---------- | ---------------- |
| CBM 8001           | 1978 | Don Backy  | Sognando         |
| CBM 8002           | 1979 | Don Backy  | Vivendo cantando |
| CBM 8003           | 1981 | Don Backy  | Difetti e virtù  |
| 2NEM 47301         | 1988 | Don Backy  | Rock 'n' roll    |
| CZL 90024          | 1992 | Don Backy  | 30° sulla strada |

### 45 giri
| Numero di catalogo | Anno | Interprete      | Titoli                          |
| ------------------ | ---- | --------------- | ------------------------------- |
| CB 001             | 1978 | Don Backy       | Tra i fiori, nel vento/Sognando |
| CB 82              | 1978 | Don Backy       | La banda Carcioffoli/Fine       |
| CB 83              | 1979 | Don Backy       | L'artista/L'amore è forte       |
| CB 85              | 1981 | Gino Santercole | Adriano t'incendierò            |
| CB 86              | 1981 | Don Backy       | Importa niente/Viaggio          |
| CB 87              | 1982 | Don Backy       | Vola/Marco Polo                 |
| CB 88              | 1982 | Don Backy       | Luna di Roma/Sole               |
| CB 89              | 1983 | Don Backy       | Luna di Roma/Regina             |

### CD
| Numero di catalogo | Anno | Interprete | Titoli                    |
| ------------------ | ---- | ---------- | ------------------------- |
| CBA 9001           | 1992 | Don Backy  | 30° sulla strada          |
| CB CD 003          | 1994 | Don Backy  | Per amore, per rabbia     |
| ......             | 2010 | Don Backy  | Il Mestiere Delle Canzoni |